# David Gieseker
David Arends Gieseker (Oakland, Califórnia, 23 de novembro de 1943) é um matemático estadunidense, especialista em geometria algébrica.
Gieseker obteve o grau de bacharel no Reed College em 1965 e na Universidade Harvard um mestrado em 1967 e em 1970 um Ph.D., orientado por Robin Hartshorne, com a tese Contributions to the Theory of Positive Embeddings in Algebraic Geometry. Gieseker tornou-se em 1975 professor da Universidade da Califórnia em Los Angeles.
Foi palestrante convidado do Congresso Internacional de Matemáticos em Helsinque (1978).

## Publicações selecionadas

### Artigos
- com Spencer Bloch: «The positivity of the Chern classes of an ample vector bundle». Inventiones mathematicae. 12 (2): 112–117. 1971. doi:10.1007/BF01404655
- «On the moduli of vector bundles on an algebraic surface». Ann. of Math. 106 (2): 45–60. 1977. doi:10.2307/1971157
- «Global moduli for surfaces of general type». Inventiones mathematicae. 43 (3): 233–282. 1977. doi:10.1007/BF01390081
- «On a theorem of Bogomolov on Chern classes of stable bundles». American Journal of Mathematics. 101 (1): 77–85. 1979. doi:10.2307/2373939
- «Stable curves and special divisors: Petri's conjecture». Inventiones mathematicae. 66 (2): 251–275. 1982. doi:10.1007/BF01389394
- com Jun Li: «Irreducibility of moduli of rank two vector bundles». J. Differential Geom. 40: 23–104. 1994. doi:10.4310/jdg/1214455287
- com Jun Li: «Moduli of high rank vector bundles over surfaces». J. Amer. Math. Soc. 9: 107–151. 1996. doi:10.1090/S0894-0347-96-00171-3

### Livros
- Lectures on moduli of curves, Tata Institute of Fundamental Research, Springer Verlag 1982; notes by D. R. Gokhale
- com Eugene Trubowitz e Horst Knörrer: Geometry of algebraic Fermi curves, Academic Press 1992